# Lazarus Island
Lazarus Island ou Pulau Sakijang Pelepah (en chinois : 卫星地图), est une île située dans le Sud de l'île principale de Singapour.

## Géographie
Elle s'étend sur une longueur d'environ 2,2 km pour une largeur approximative de 1,1 km.